# Lecionário 5
O Lecionário 5 (designado pela sigla ℓ 5 na classificação de Gregory-Aland) é um antigo manuscrito do Novo Testamento. Paleograficamente datado do Século X d.C..
Este codex contém lições dos evangelhos de Mateus, Lucas e João (conhecido como Evangelistarium), mas com lacunas no começo e no fim do texto. Foi escrito em grego, e actualmente se encontra na Biblioteca Bodleiana.